# رضا أباد (نغار بردسير)
رضا أباد (بالفارسية: رضاآباد) هي قرية تقع في إيران في البلدة المركزية.